# Сулькевич, Леон
Леон Сулькевич (14 февраля 1897, Сувалки — 1960, Лестер) — полковник артиллерии Войска Польского.

## Биография
Родился 14 февраля 1897 года в семье татар, проживавшей в Виленской губернии. Его прадедом был полковник Мустафа Ахматович, офицер 4-го полка Литовского авангарда, в честь которого был назван Татарский кавалерийский полк в кавалерии Второй Польской республики. Его родителями были Мацей Ахматович (1820–1901), поэт и майор 5-го уланского полка, и Елена из рода Тухан-Мирзы Барановских. Его братьями и сёстрами были Александр, Стефан, Богдан, Константин, Мария, Ева и Эльжбета.
После окончания Первой мировой войны и восстановления независимости Польши его приняли в Войско Польское. Его проверили на звание капитана артиллерии. Во время Советско-Польской войны 10 февраля 1920 года он стал командиром 1-й конно-артиллерийской дивизии, а 3 марта 1920 года — командиром дивизионной артиллерии в составе 20-й стрелковой бригады. За боевые действия в Комаровском сражении 31 августа 1920 года он получил орден Virtuti Militari. Ему было присвоено звание капитана артиллерии с выслугой лет 1 июня 1919 года, затем звание артиллерийского майора с выслугой 1 июля 1923 года. В 1920-е годы он оставался офицером 1-й конно-артиллерийской дивизии, дислоцированной в Варшавском гарнизоне, где в 1923 году имел звание капитана, а после заместителя командира эскадрильи, а в 1924 году — интендант в звании майора. С 10 апреля 1927 года по апрель 1934 года он служил командиром 6-й конно-артиллерийской дивизии в Станиславове. За это время ему было присвоено звание подполковника артиллерии с выслугой лет 1 января 1929 года. Затем ему было присвоено звание полковника артиллерии. С 30 апреля 1934 года по 18 февраля 1938 года занимал должность командира 4-го Куявского легкого артиллерийского полка в Иновроцлаве. С 1938 года служил командиром дивизионной артиллерии 20-й стрелковой дивизии в гарнизоне Барановичи.
19 марта 1929 года в Вильнюсе муфтий Республики Польша Якуб Шинкевич благословил союз подполковника Леона Сулькевича с Марией Ахматовичувой, дочерью Елены Ахматович, урождённой Бучацкой, и Богдана Ахматовича, судьи Суда Польши.
До конца Второй Польской Республики в 1939 году он был владельцем имения Лостата II в гмине Крево Ошмянского района (в этой местности, в гмине Поланы, владельцем имения Лейлубка вел Стечковщизна был Елена Гозмян Сулкевич).
После начала Второй мировой войны, во время Сентябрьской кампании, командовал артиллерией 20-й пехотной дивизии, принимая участие в Млавском сражении 1—3 сентября 1939 года и в обороне Варшавы. Позже он был офицером Войска Польского в рядах 12-го Подольского уланского полка.
После войны остался в изгнании в Великобритании. Умер в 1960 году в Лестере.

## Ордена и награды
- Золотой крест ордена Virtuti militari № 151.
- Серебряный крест ордена Virtuti militari № 3086.
- Рыцарский крест ордена Возрождения Польши (9 ноября 1931 года)
- Крест Храбрых
- Золотой Крест Заслуги (11 ноября 1937 года)
- Крест Независимости (23 декабря 1933 года)
- Серебряный Крест Заслуги (15 марта 1927 года)
- Медаль «Участнику войны. 1918—1921»
- Медаль «10-летие обретения независимости»
- Памятный знак конно-артиллерийских дивизий Второй Польской Республики
- Медаль Победы (Médaille Interalliée)
- Медаль 10-летия Освободительной войны (Латвия, 1929 год).